# Richardia virdiventris
Richardia virdiventris är en tvåvingeart som beskrevs av Wulp 1899. Richardia virdiventris ingår i släktet Richardia och familjen Richardiidae. Inga underarter finns listade i Catalogue of Life.